# Katarina (Vorname)
Katarina ist ein weiblicher Vorname.

## Herkunft und Bedeutung
Diese Variante des Vornamens Katharina ist verbreitet in Schweden und Norwegen; mehrere schwedische Königinnen (in Deutschland besser bekannt als Katharina mit h) trugen diesen Namen. Ebenfalls ist der Name in Ost- und Südosteuropa geläufig, etwa Serbien (dort geschrieben: Катарина), Slowenien, Slowakei (dort geschrieben: Katarína) und Kroatien. In Deutschland ist die Namensform mit h wesentlich häufiger.

## Vornamensträgerinnen
- Katarina Agathos (* 1971), deutsche Hörspielproduzentin, Autorin und Redakteurin
- Katarina Andreasson (20. Jh.), schwedische Geigerin und Dirigentin
- Katarina Barley (* 1968), deutsche Politikerin (SPD)
- Katarina Barruk (* 1994), samisch-schwedische Singer-Songwriterin und Komponistin
- Katarina Bernburg (16. Jh.), Opfer der Hexenverfolgungen von Wernigerode
- Katarina Beskow (1867–1939, eigentlich Anna Catharina), schwedische Schachspielerin
- Katarina Beton (* 1996), slowenische Badmintonspielerin
- Katarina Bogdanović (1885–1969), serbische Philosophin, Frauenrechtlerin und Journalistin
- Katarina Botsky (1880–1945), deutsche Schriftstellerin
- Katarina Bradić (21. Jh.), serbische Opernsängerin (Mezzosopran, Alt)
- Katarina Bralo (* 1988), kroatische Handballspielerin
- Katarina von Bredow (* 1967), schwedische Schriftstellerin
- Katarina Breznik (* 1977), slowenische Skirennläuferin
- Katarina Bulatović (* 1984), montenegrinische Handballspielerin
- Katarina Čas (* 1976), slowenische Schauspielerin und Fernsehmoderatorin
- Katarina Dalayman (* 1963), schwedische Opernsängerin (Sopran, Mezzosopran)
- Katarina Due-Boje (* 1958), schwedische Squashspielerin
- Katarína Dugovičová (* 1977), slowakische Fußballspielerin
- Katarina Eckold (* 1976), deutsche Performanceaktivistin
- Katarina Ewerlöf (* 1959), schwedische Schauspielerin
- Katarina Fischer (* 1982), deutsche Schriftstellerin und Künstlerin
- Ana Katarina Frankopan-Zrinski (geborene Frankopan; 1625–1673), kroatische Dichterin
- Katarina Frostenson (* 1953), schwedische Dichterin und Schriftstellerin
- Katarina Galenić (* 1997), kroatische Badmintonspielerin
- Katarina Gerboldt (* 1989), russische Eiskunstläuferin
- Katarina Grujić (* 1992), serbische Pop-Folk-Sängerin
- Katarina Hansdotter (1539–1596), Mätresse des schwedischen Königs Johann III.
- Katarína Hasprová (* 1972), slowakische Sängerin
- Katarína Ištóková (* 1986), slowakische Fußballspielerin
- Katarina Jagellonica av Polen (1526–1583), polnische Prinzessin und schwedische Königin
- Katarina Janc (* 1986), kroatische Fußballspielerin
- Katarina Ježić (* 1992), kroatische Handballspielerin
- Katarina Johnson-Thompson (* 1993), britische Leichtathletin
- Katarina Jokić (* 1998), serbische Tennisspielerin
- Katarina Jovanović-Blagojević (1943–2021), jugoslawische Schachspielerin
- Katarina Juselius (* 1943), finnische Wirtschaftswissenschaftlerin
- Katarina Karnéus, schwedische Opernsängerin (Mezzosopran)
- Katarína Knechtová (* 1981), slowakische Popsängerin, Komponistin und Gitarristin
- Katarina Kolar (* 1989), kroatische Fußballnationalspielerin
- Katarina Kosača-Kotromanić (1424–1478), bosnische Königin
- Katarina Kresal (* 1973), slowenische Juristin und Politikerin
- Katarina Krpež Šlezak (* 1988), serbische Handballspielerin
- Katarina Kruhonja (* 1949), kroatische Friedensaktivistin
- Katarina Lavtar (* 1988), slowenische Skirennläuferin
- Katarina Madirazza (* 1992), kroatische Schauspielerin
- Katarina Madovčik (* 1952), Schweizer Schriftstellerin und Verlegerin
- Katarina Månsdotter (1550–1612), schwedische Königin
- Katarina Mazetti (1944–2025), schwedische Radiojournalistin, Kolumnistin und Schriftstellerin
- Katarina Michel (* 1964), slowakische Schriftstellerin und Fernsehmoderatorin
- Katarina Mögenburg (* 1991), deutsch-norwegische Leichtathletin
- Katarina Naumanen (* 1995), finnische Fußballnationalspielerin
- Katarína Neveďalová (* 1982), slowakische Politikerin (SMER)
- Katarina Nyberg (* 1965), schwedische Curlerin
- Katarina Osadchuk (* 1991), ukrainokroatisch-australische Volleyballspielerin
- Katarina Pandza (* 2002), österreichische Handballspielerin
- Katarina Radivojević (* 1979), serbische Schauspielerin
- Katarina Sawazka (* 2000), ukrainische Tennisspielerin
- Katarina Schmidt (* 1988), deutsche Schauspielerin
- Katarina Stenbock (1535–1621), schwedische Königin
- Katarina Srebotnik (* 1981), slowenische Tennisspielerin
- Katarína Strožová (* 1986), slowakische Fußballnationalspielerin
- Katarína Studeníková (* 1972), slowakische Tennisspielerin
- Katarina Taikon-Langhammer (1932–1995), schwedische Autorin und Schauspielerin vom Volk der Roma
- Katarina Tarr (* 1987), US-amerikanische Fußballspielerin
- Katarina Timglas (* 1985), schwedische Eishockeyspielerin und -schiedsrichterin
- Katarina Tomaschewsky (* 1949), deutsche Schauspielerin und Synchronsprecherin
- Katarina Tomašević (* 1984), serbische Handballspielerin
- Katarina Ugland (* 1997), norwegische Handballspielerin
- Katarina Waters (* 1980), deutsch-britische Wrestlerin
- Katarina Witt (* 1965), deutsche Eiskunstläuferin
- Katarina Živković (* 1989), serbische Pop-Folk-Sängerin

## Fiktive Figuren
- Katarina Du Couteau, Charakter des MOBA Computerspiels „League of Legends“[2]
- Katarina, Nebencharakter in der ersten Staffel von Doctor Who, gespielt von Adrienne Hill